# The Bridge of San Luis Rey (pel·lícula de 2004)
The Bridge of San Luis Rey és una pel·lícula de 2004, del gènere històric, dirigida per Mary McGuckian, protagonitzada per F. Murray Abraham, Kathy Bates, Gabriel Byrne, Geraldine Chaplin, Robert De Niro, Émilie Dequenne i Pilar López de Ayala en els papers principals. Basada en la novel·la homònima de Thornton Wilder, que va rebre el premi Pulitzer en 1926. Guanyadora del premi Goya 2004 al Millor vestuari.

## Argument
Està ambientada en el Perú del segle xviii, en ple apogeu del Virregnat del Perú, pertanyent a l'Imperi Espanyol, i amb referències en la trama a l'últim període de la Inquisició espanyola, en un període en el qual les idees de la Il·lustració comencen a desbancar a la moral tradicional catòlica com a referent per a l'explicació dels fenòmens del món. En aquest sentit, les implicacions morals que es descriuen en la pel·lícula, i en el llibre en el qual està basada, són comparables amb l'impacte que una tragèdia, en aquest cas real i d'enormes proporcions, com va ser el terratrèmol de Lisboa, va tenir en els pensadors de la seva època.

## Repartiment
- F. Murray Abraham - Manuel d'Amat i de Junyent
- Kathy Bates - Marquesa
- Gabriel Byrne - Germa Juníper
- Geraldine Chaplin - Abadessa
- Robert De Niro - Diego Antonio de Parada
- Émilie Dequenne - Doña Clara
- Adriana Domínguez - Pepita
- Harvey Keitel - Tío Pío
- Pilar López de Ayala - Micaela Villegas (La Pericholi)
- John Lynch - Capità de Alvarado
- Mark Polish - Manuel
- Michael Polish - Esteban
- Jim Sheridan - Carles III d'Espanya

## Rodatge
Les escenes d'exteriors es van rodar a la Costa del Sol i al Caminito del Rey, a la província de Màlaga, mentre que, la major part dels interiors es van gravar als palaus d'Uclés i Talamanca.

## Premis
Goya 2004
| Categoria       | Persona      | Resultat   |
| --------------- | ------------ | ---------- |
| Millor vestuari | Yvonne Blake | Guanyadora |